# Biserica unitariană din Trei Sate
Biserica unitariană din Trei Sate este un monument istoric aflat pe teritoriul satului Trei Sate, comuna Ghindari. În Repertoriul Arheologic Național, monumentul apare cu codul 117104.04.

## Localitatea
Trei Sate (în maghiară Hármasfalu) este un sat în comuna Ghindari din județul Mureș, Transilvania, România. Actualul nume al satului este folosit de la mijlocul secolului XX, sugerând cele trei sate, în trecut de sine-stătătoare, reunite acum într-o singură localitate: Ștefănești (Székelyszentistván), Hotești (Atosfalva) și Cioc (Csókfalva).

## Istoric și trăsături
Biserica se află în fostul sat Cioc. Unitarienii și-au construit o biserică de piatră în 1695, pe care însă au demolat-o în 1791, după ce în anul anterior primiseră aprobarea pentru construirea unei noi biserici.
Actuala biserică a fost terminată în 1798. Până în 1804 a fost tencuită, zugrăvită și decorată cu mobilierul realizat de dulgherul Kőműves Sándor. În turnul de 40 m sunt două clopote, cel mai vechi fiind turnat în 1892. Ceasul din turn a fost montat în 1886. Într-unul dintre balcoane este instalată orga, construită în 1847 de un meșter necunoscut.

## Imagini

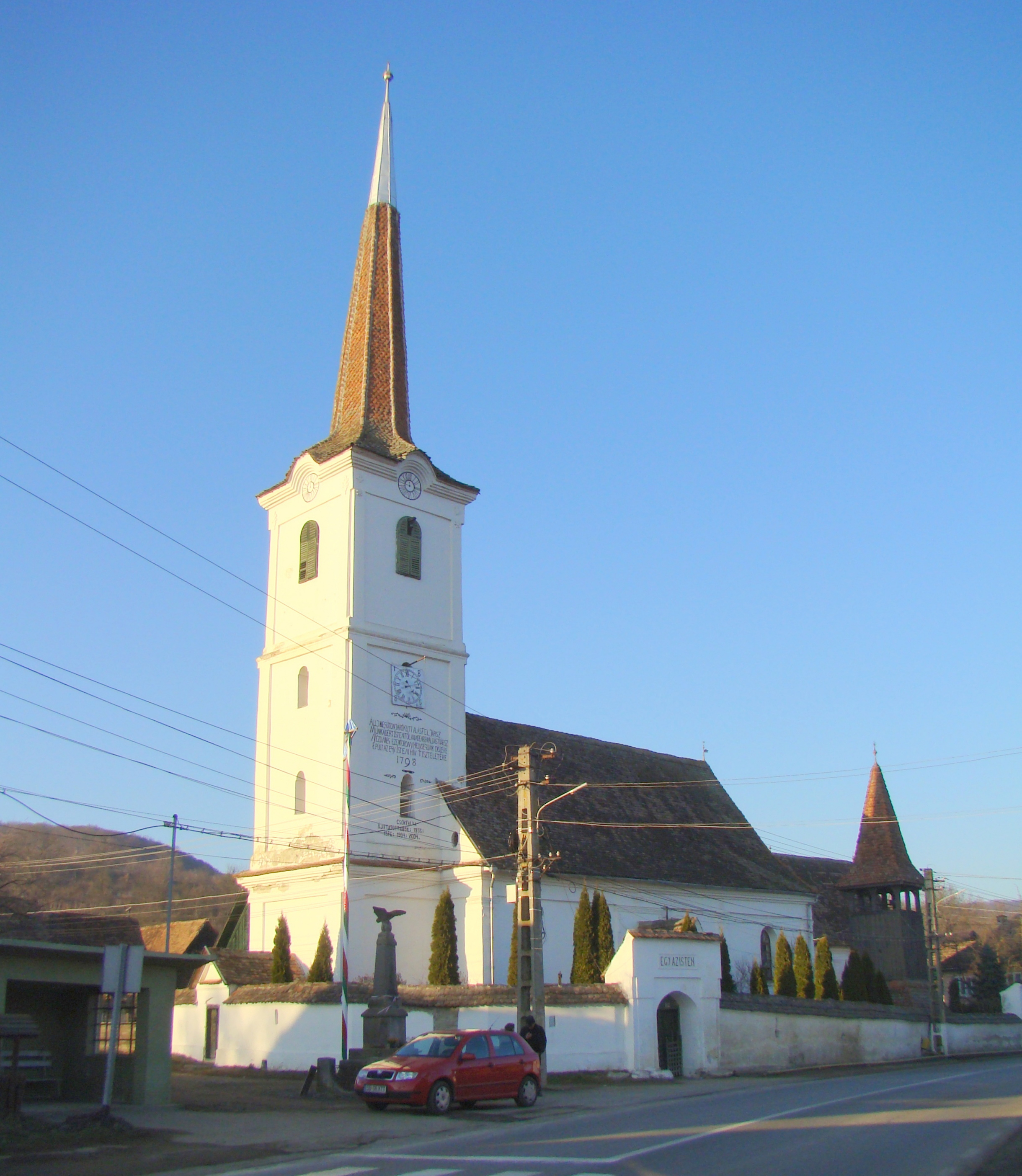
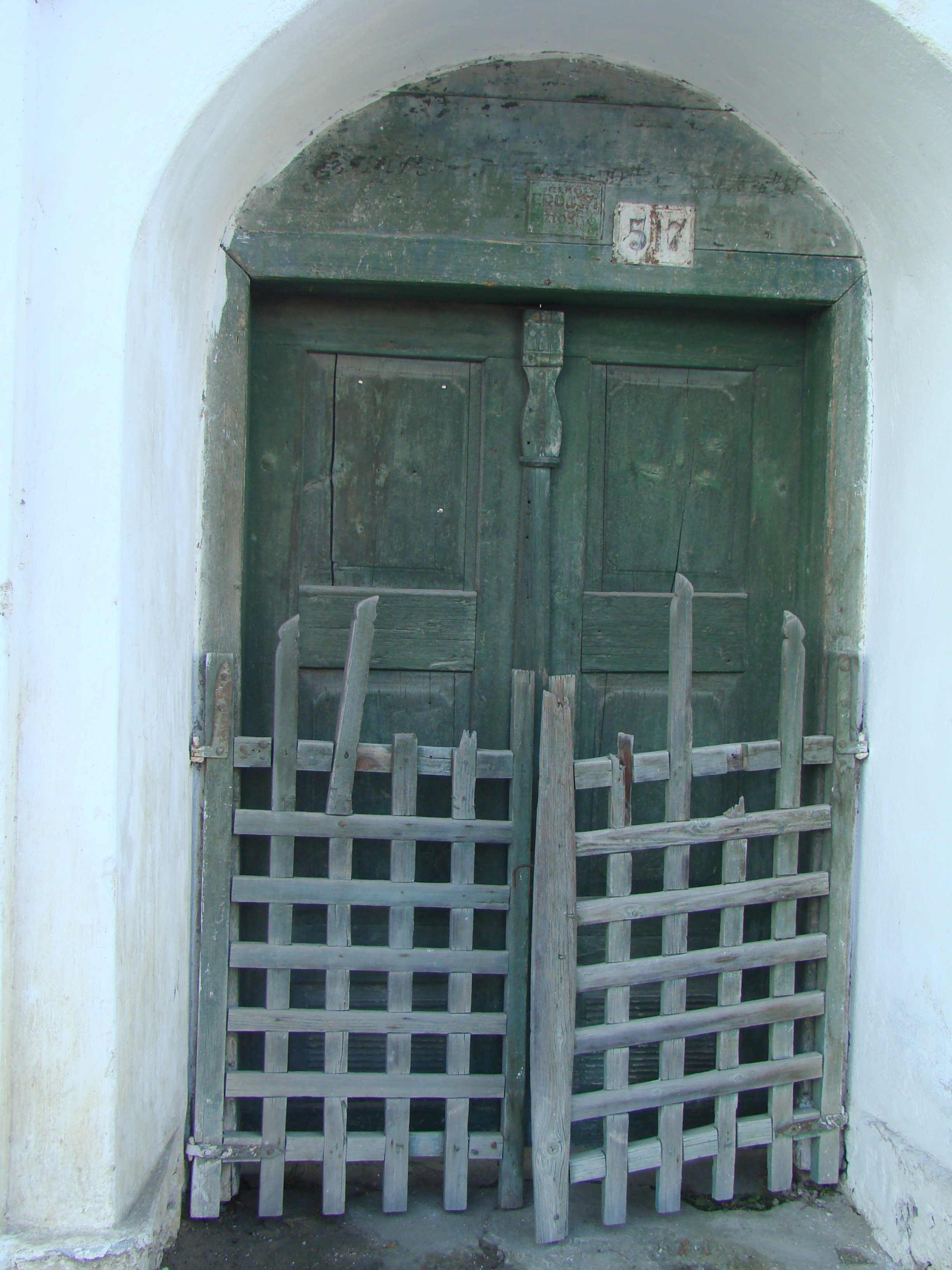
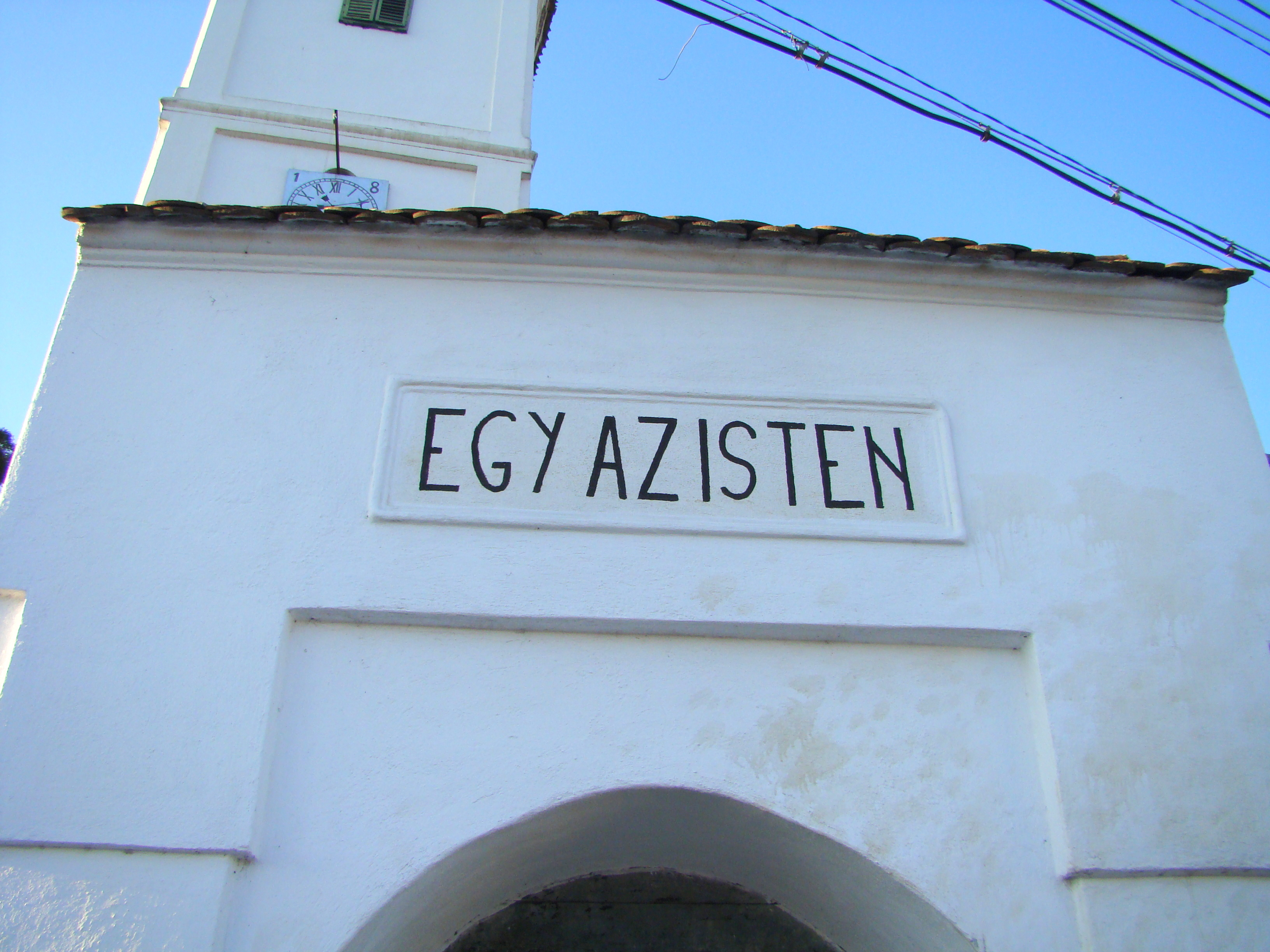
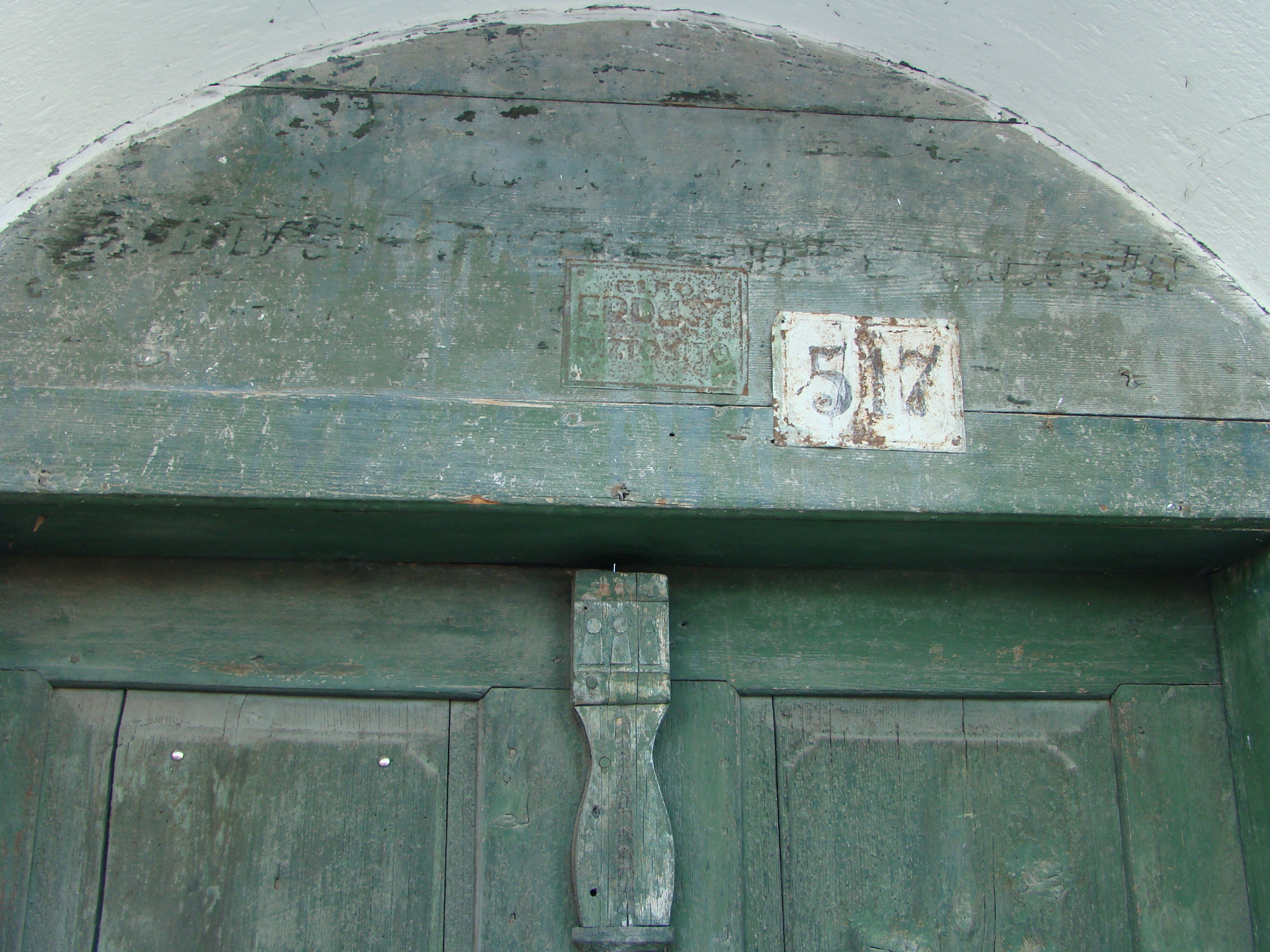
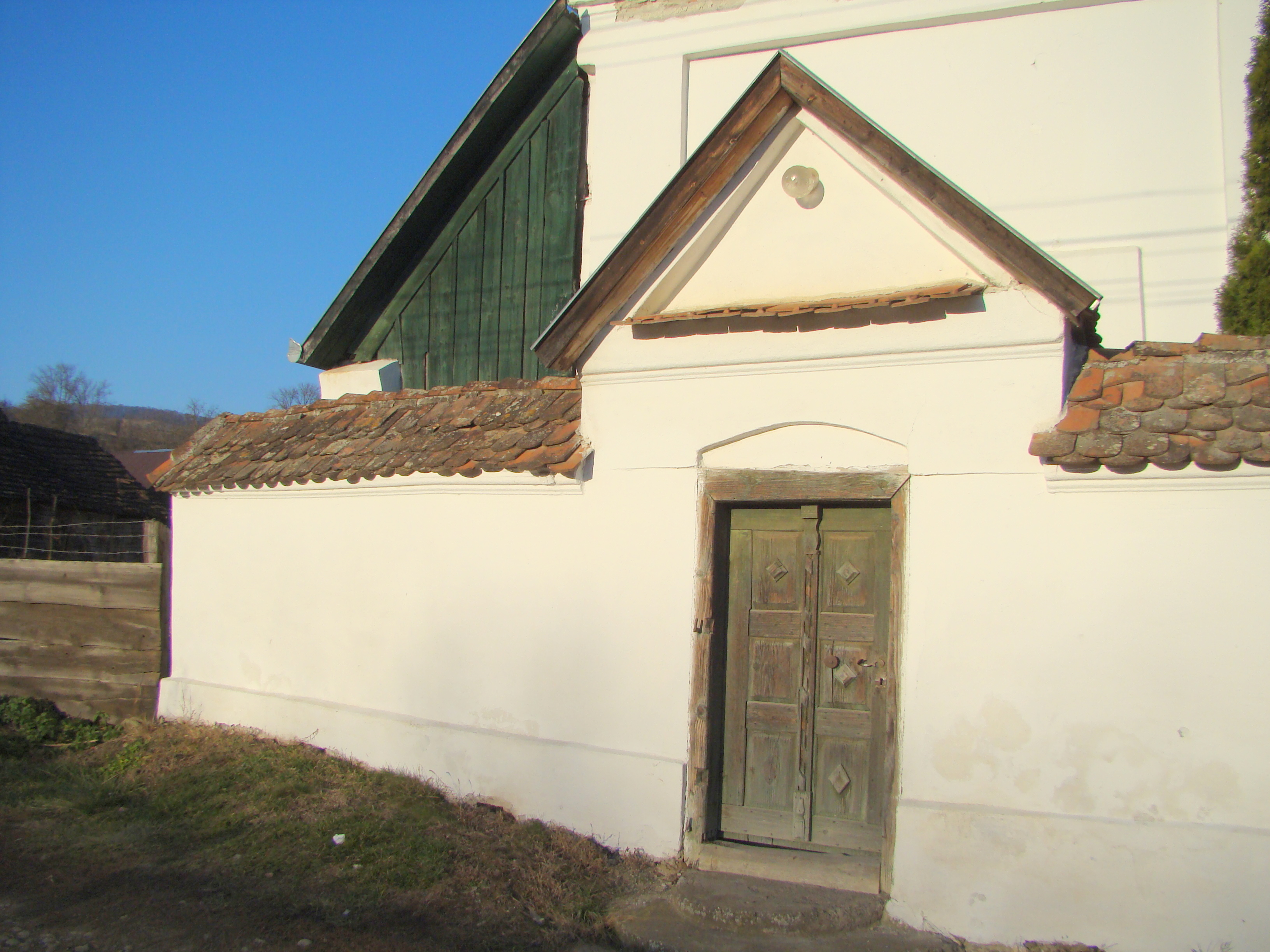
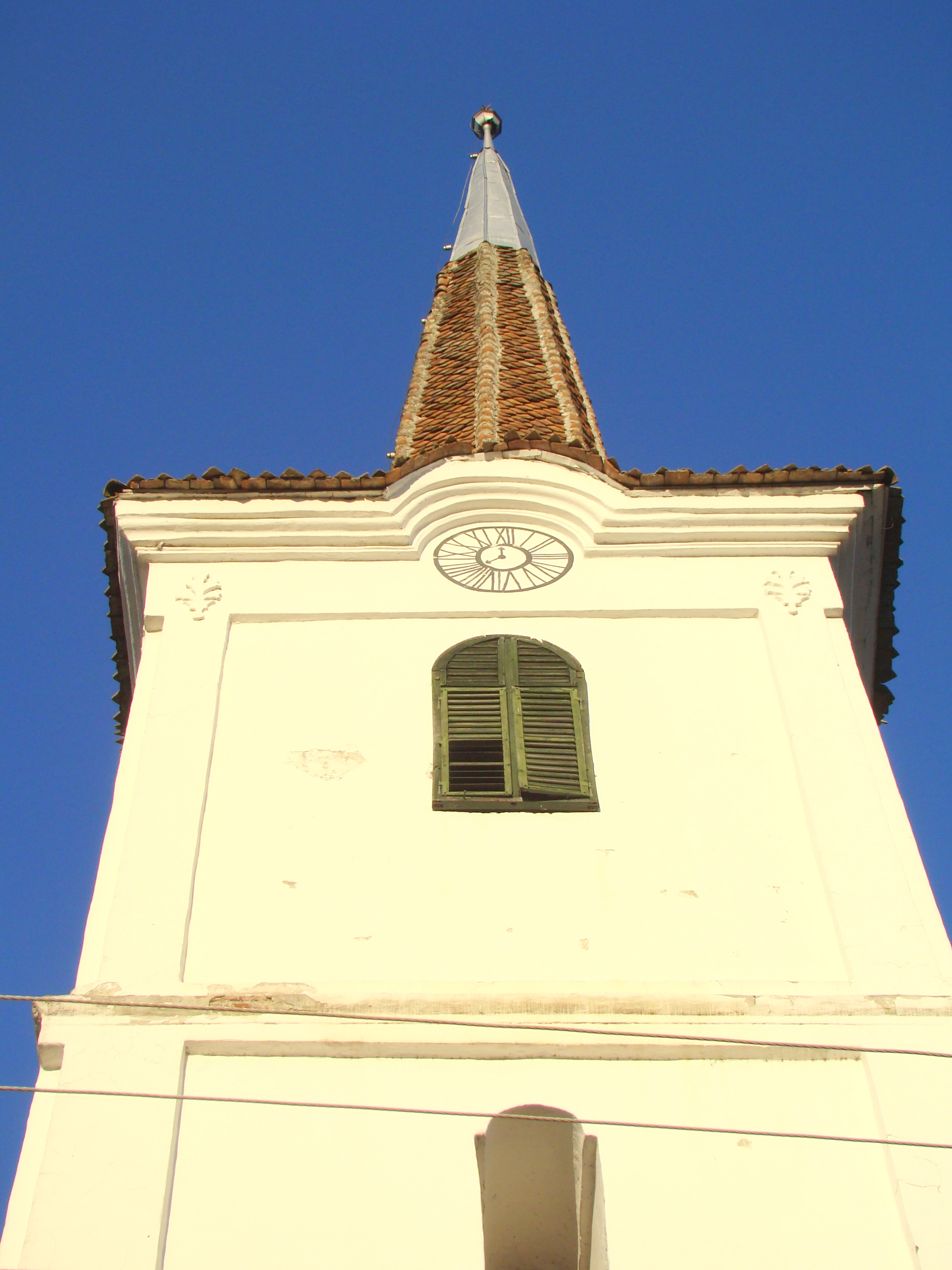
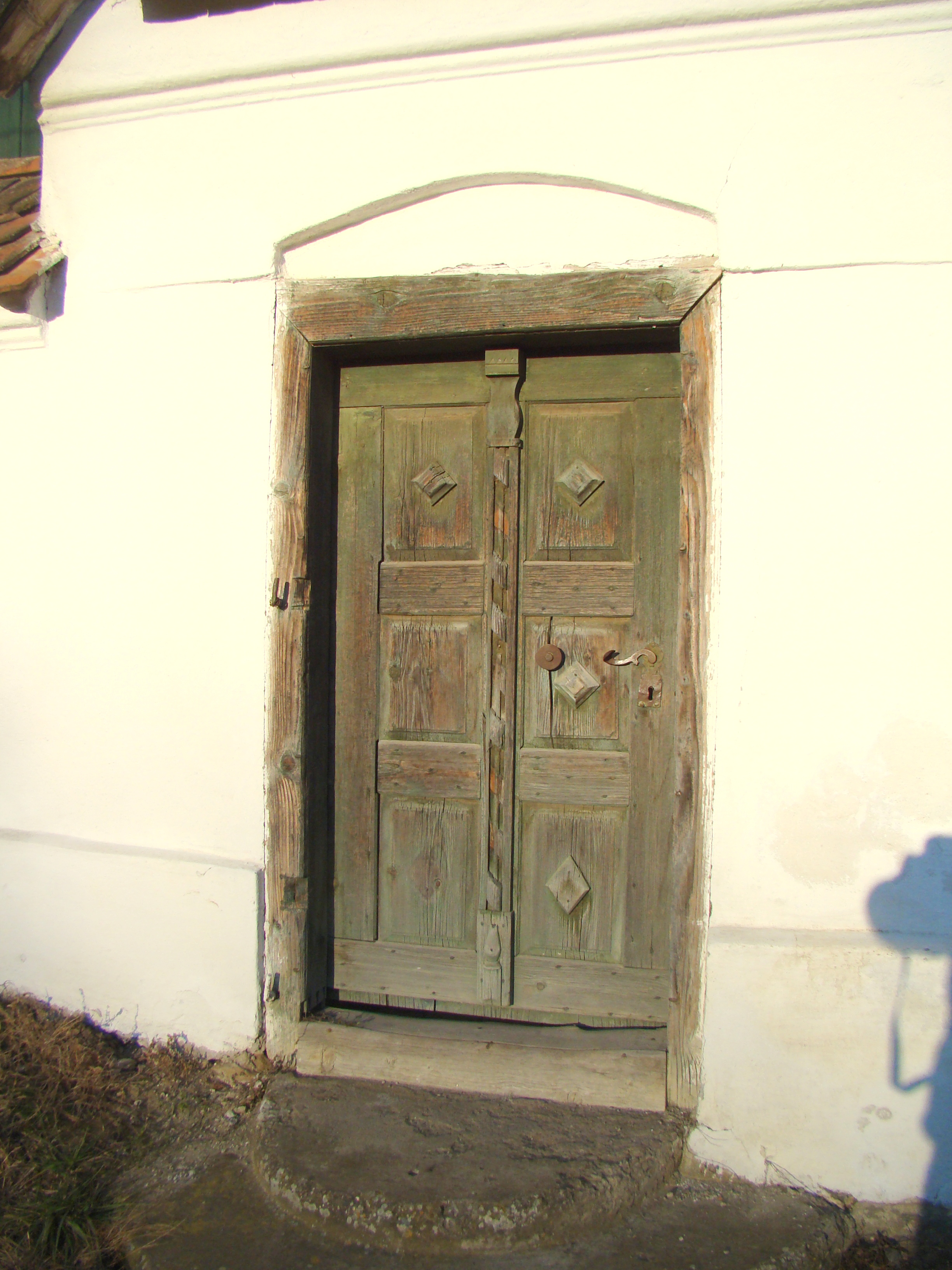
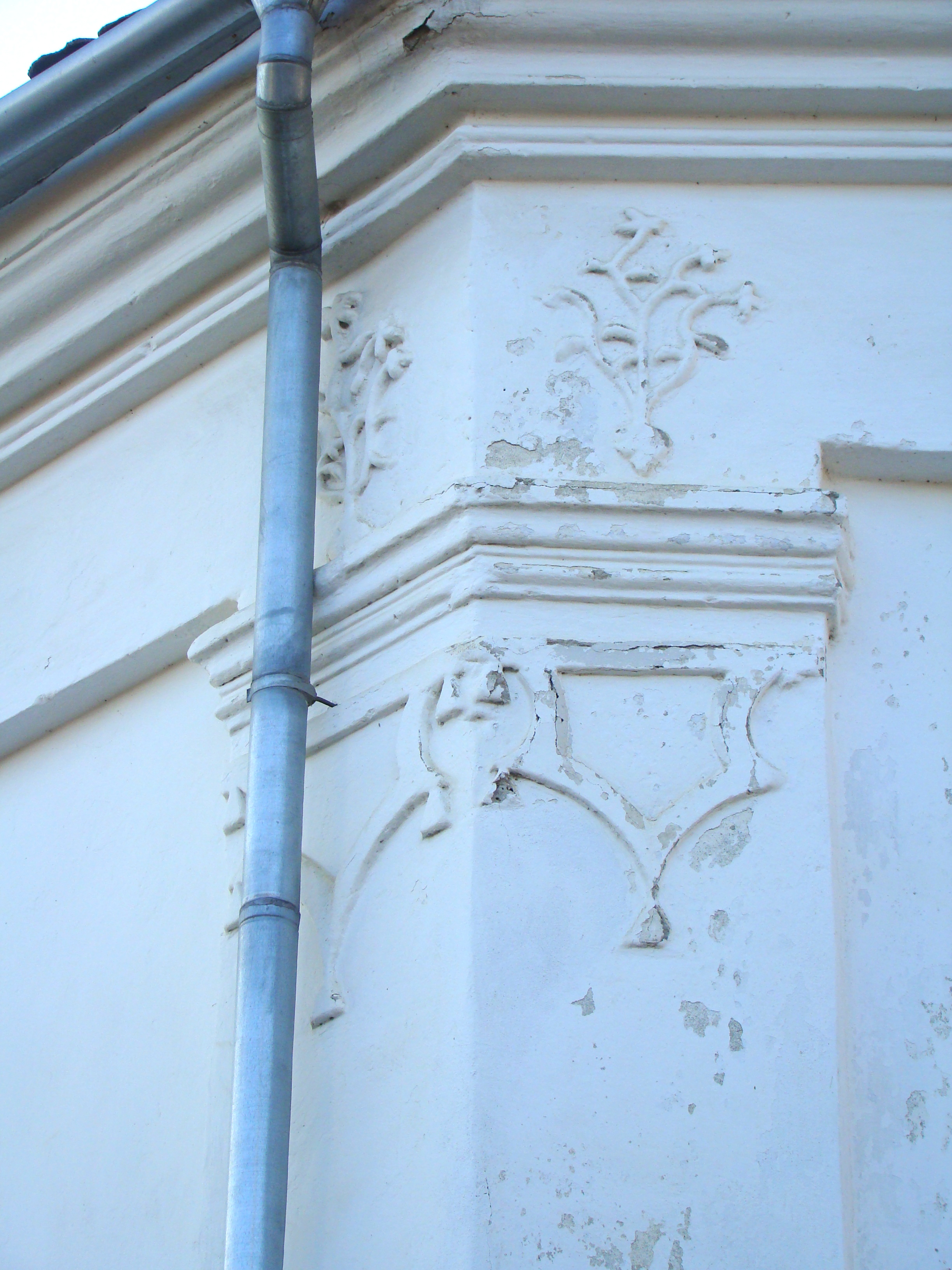
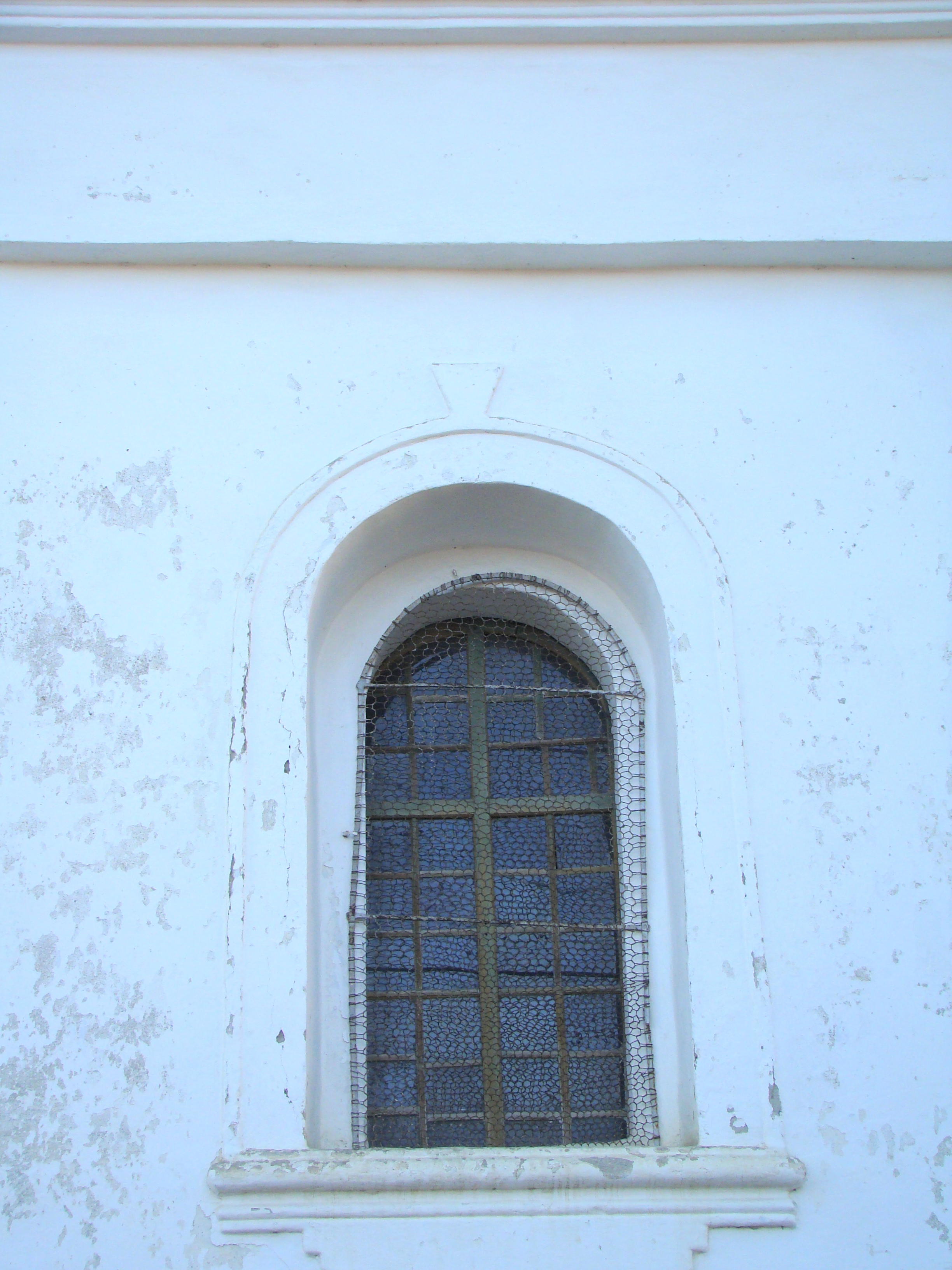
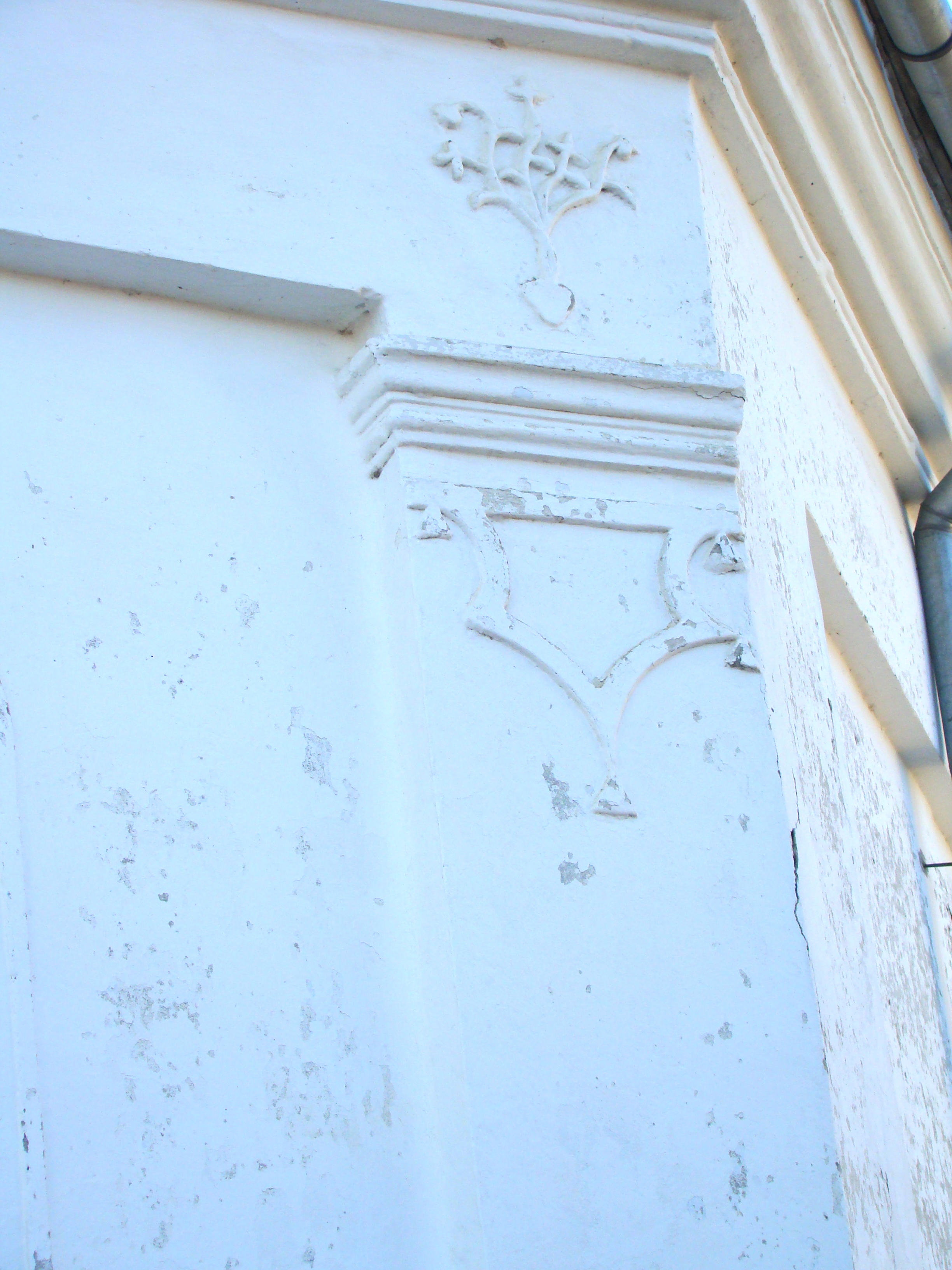
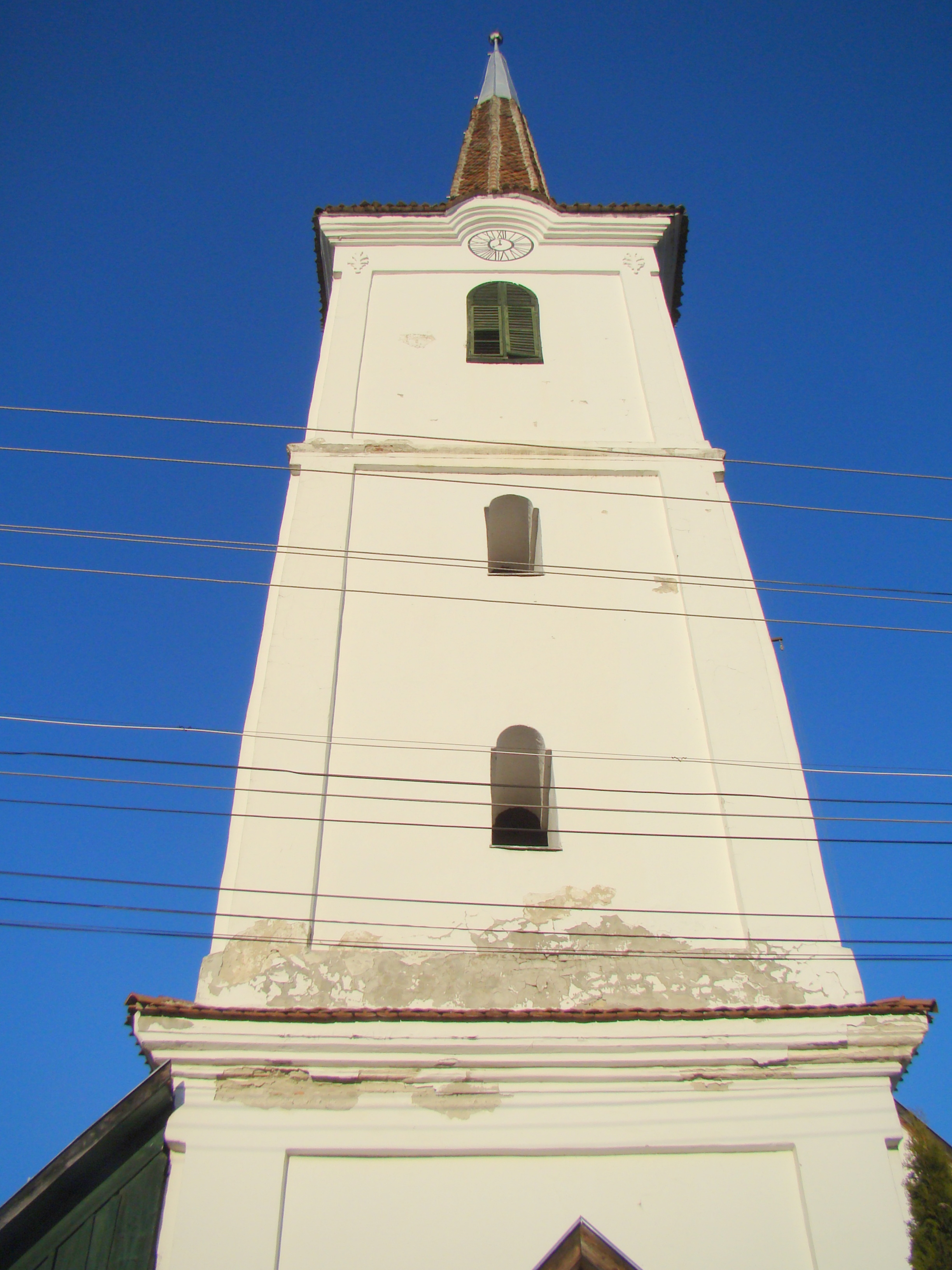
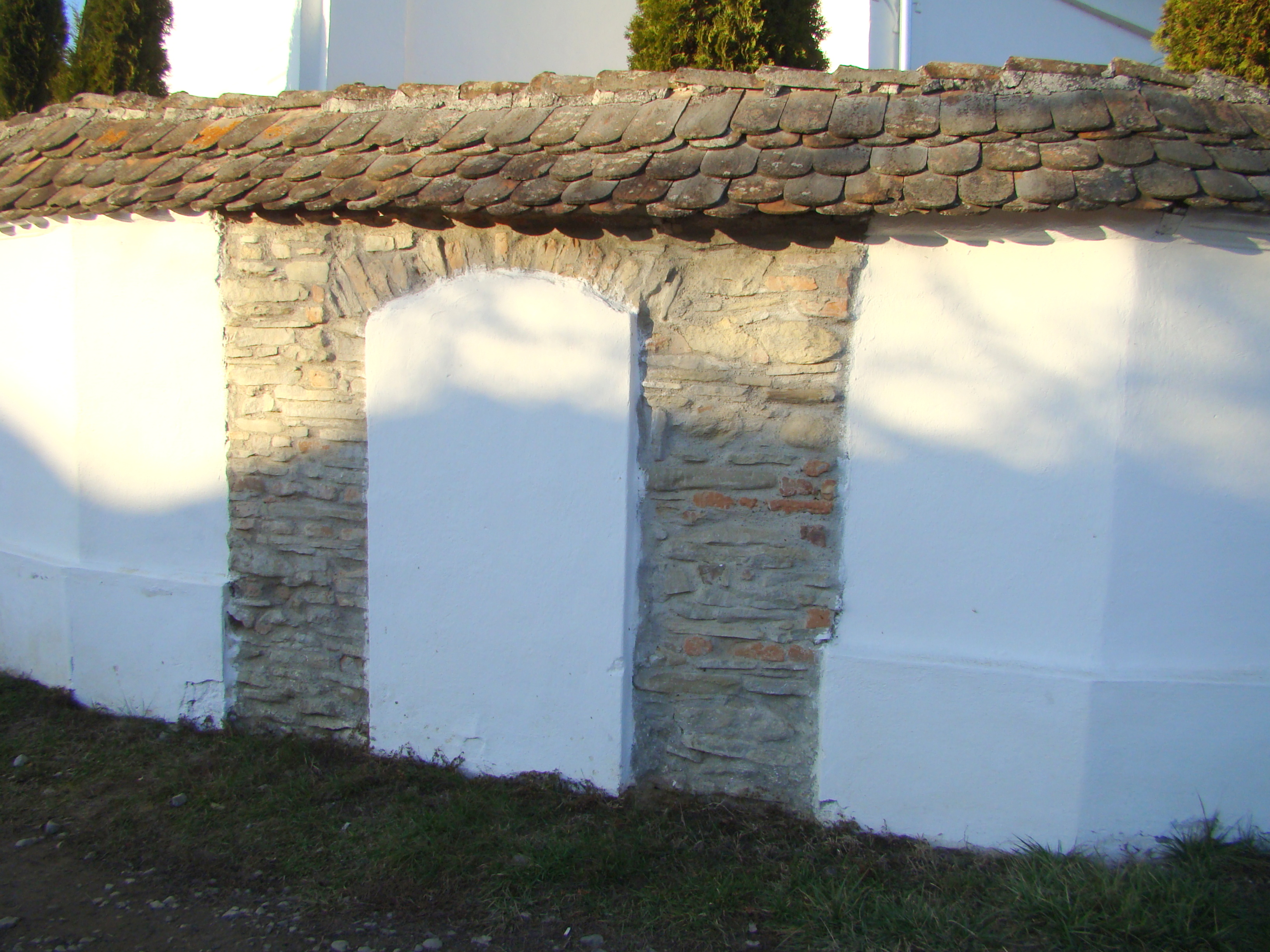
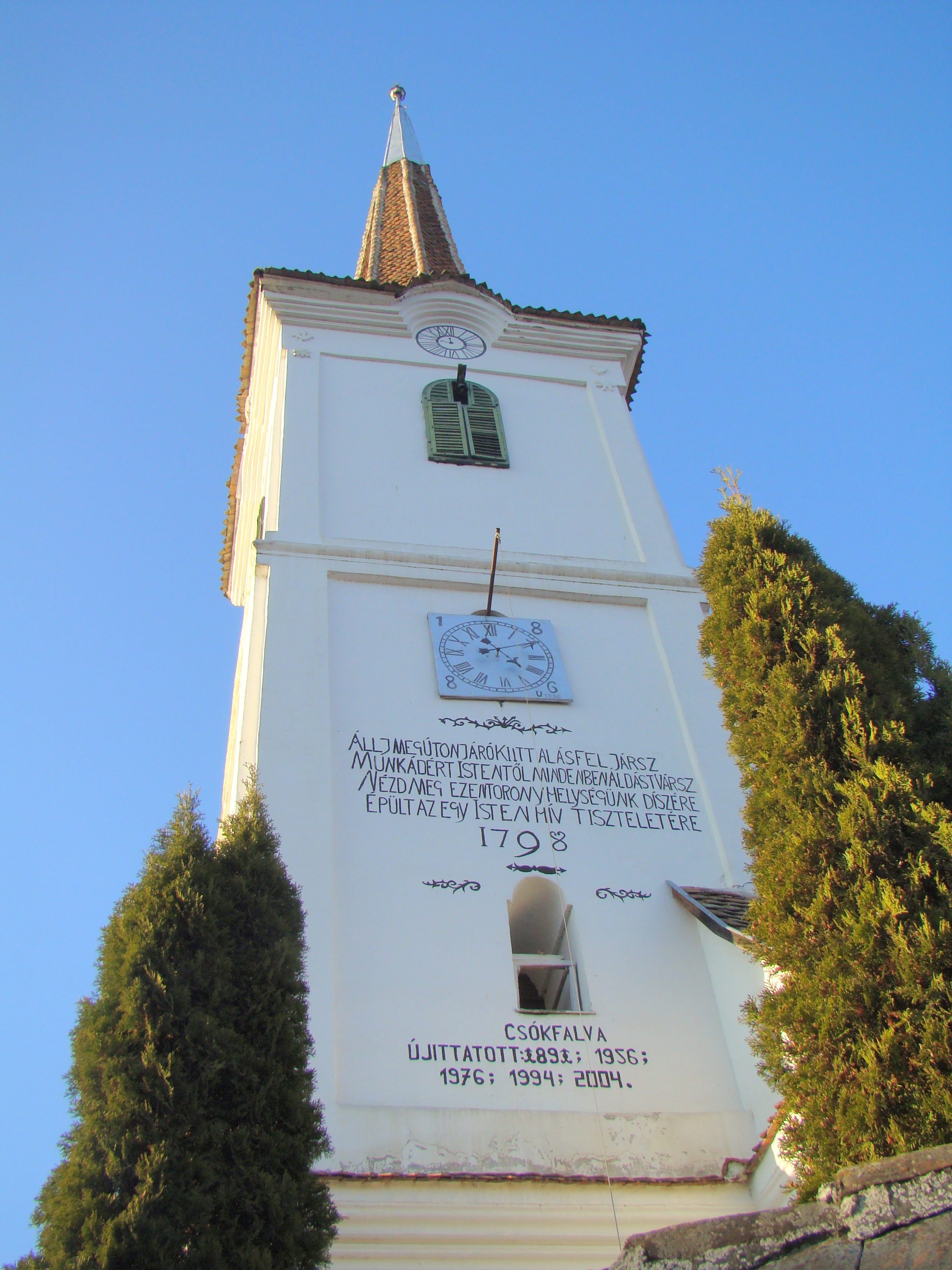
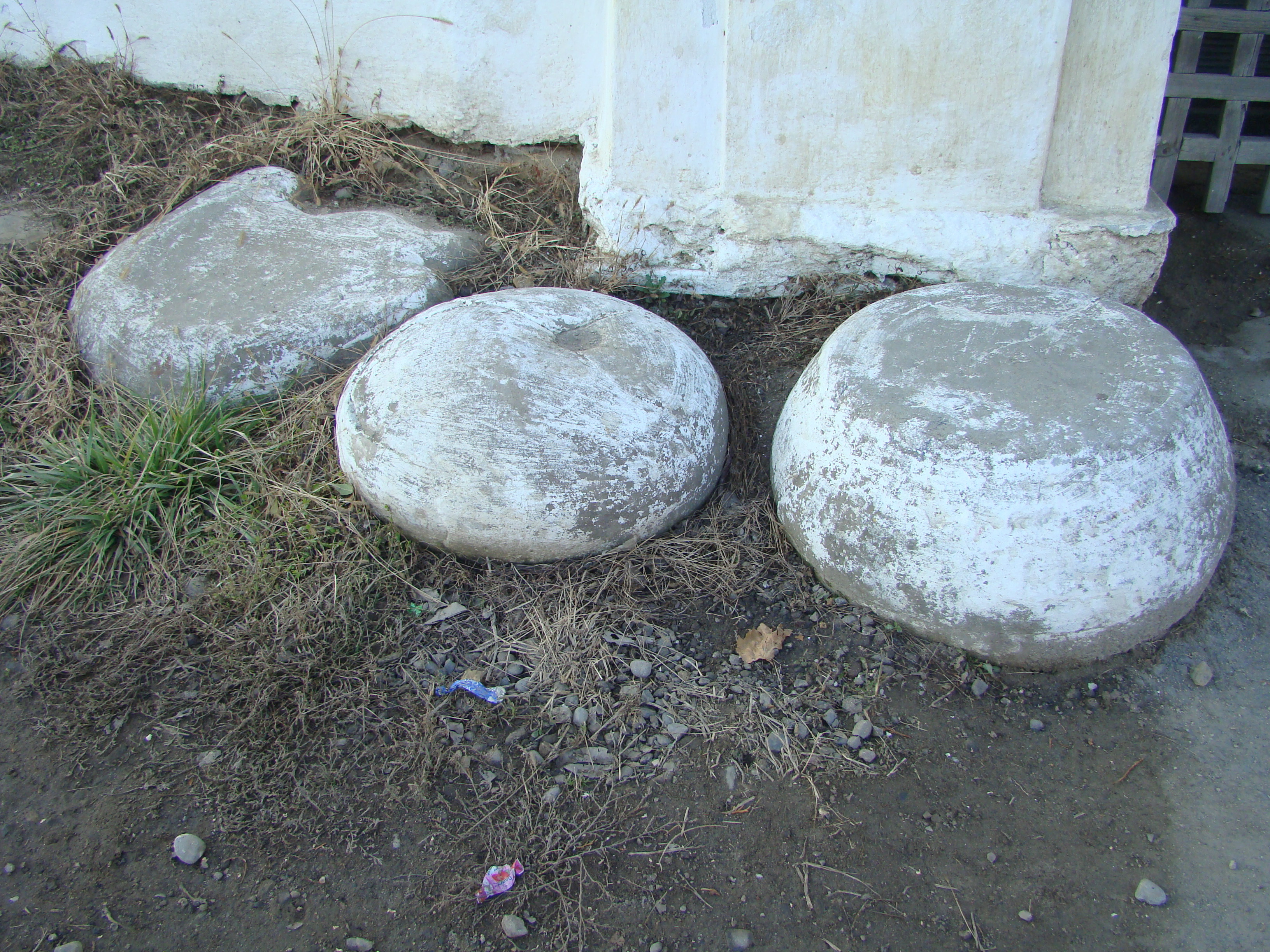
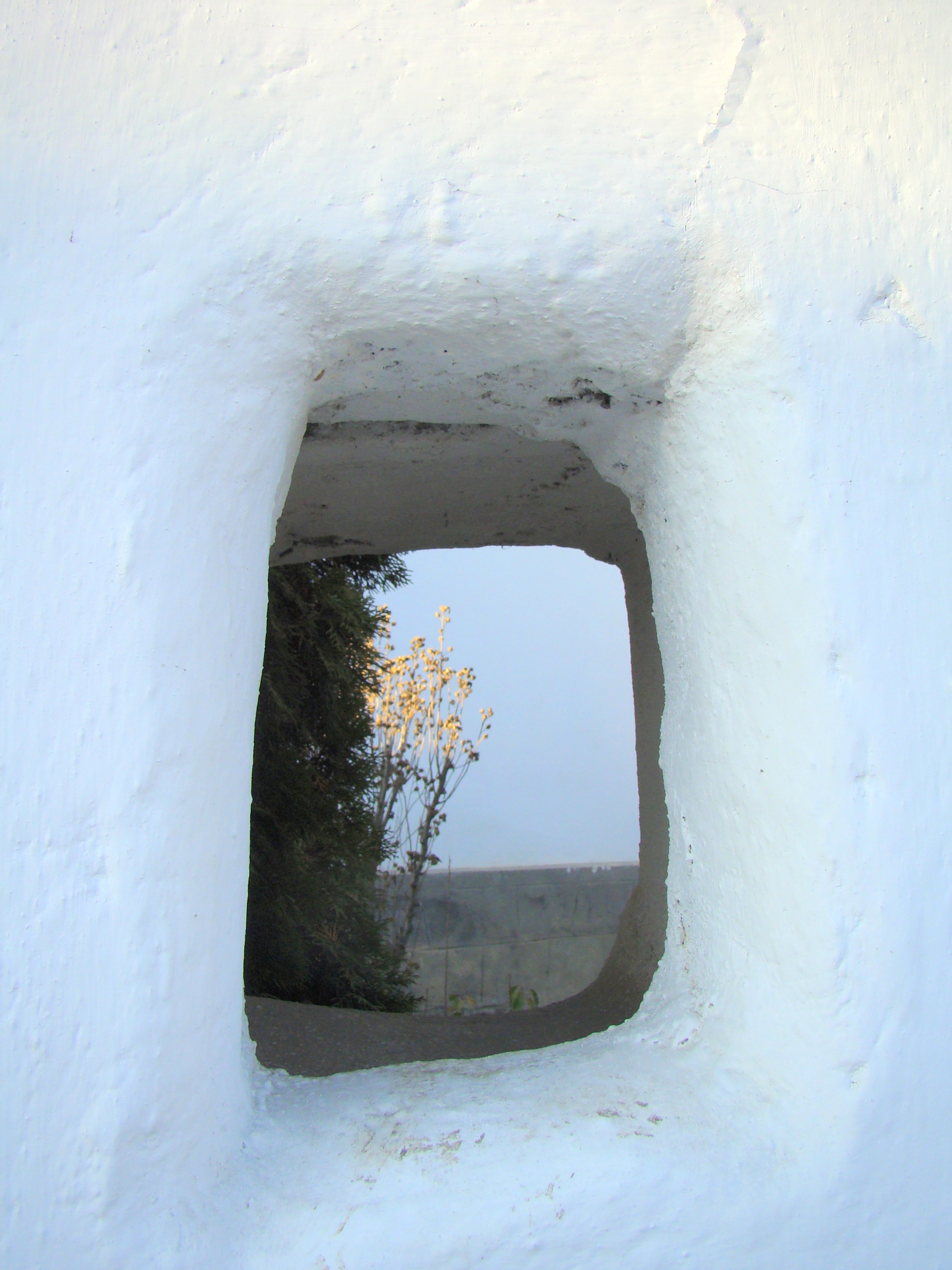
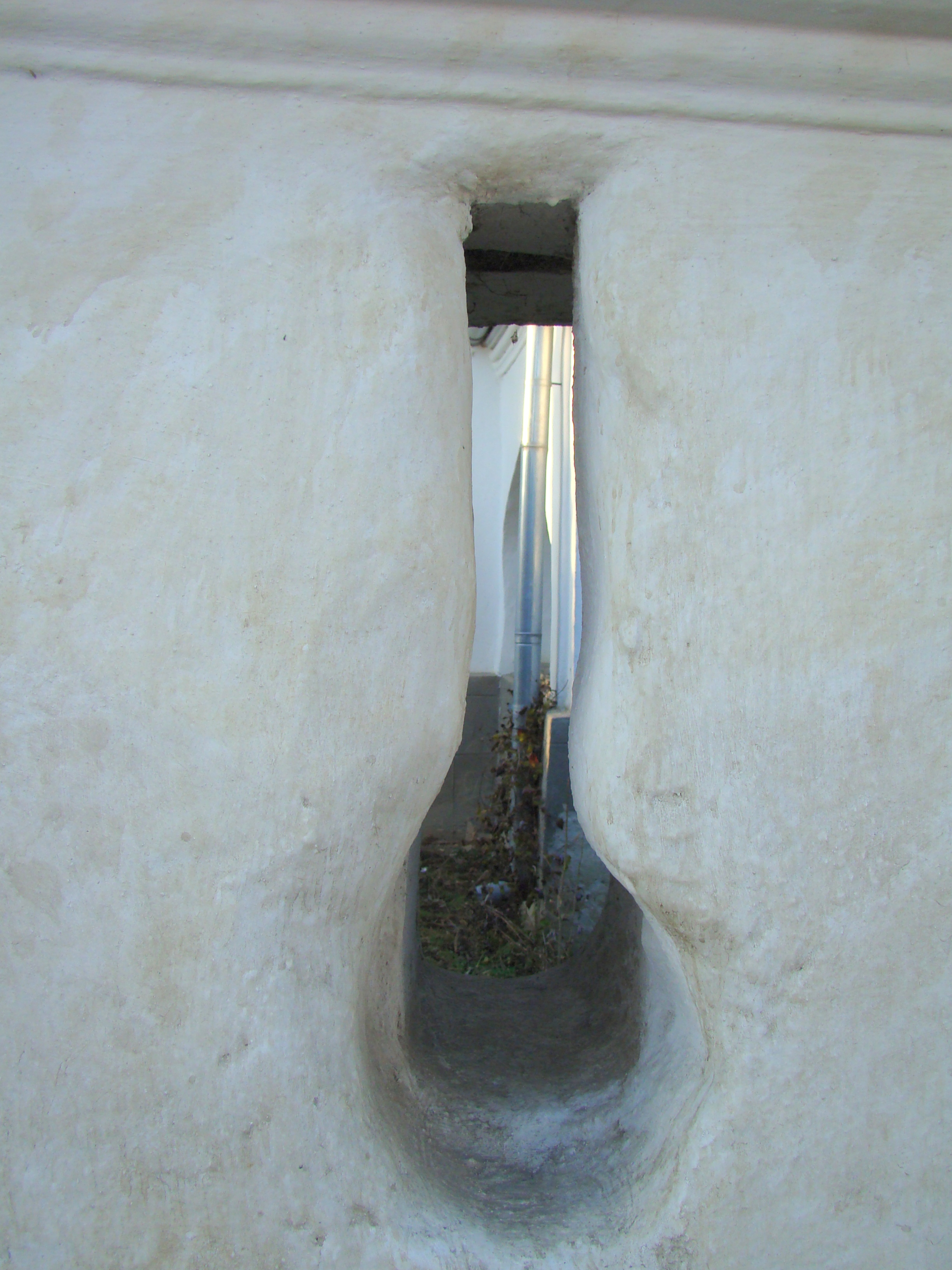
Zidul de apărare al bisericii are și creneluri, care însă nu au fost folosite niciodată
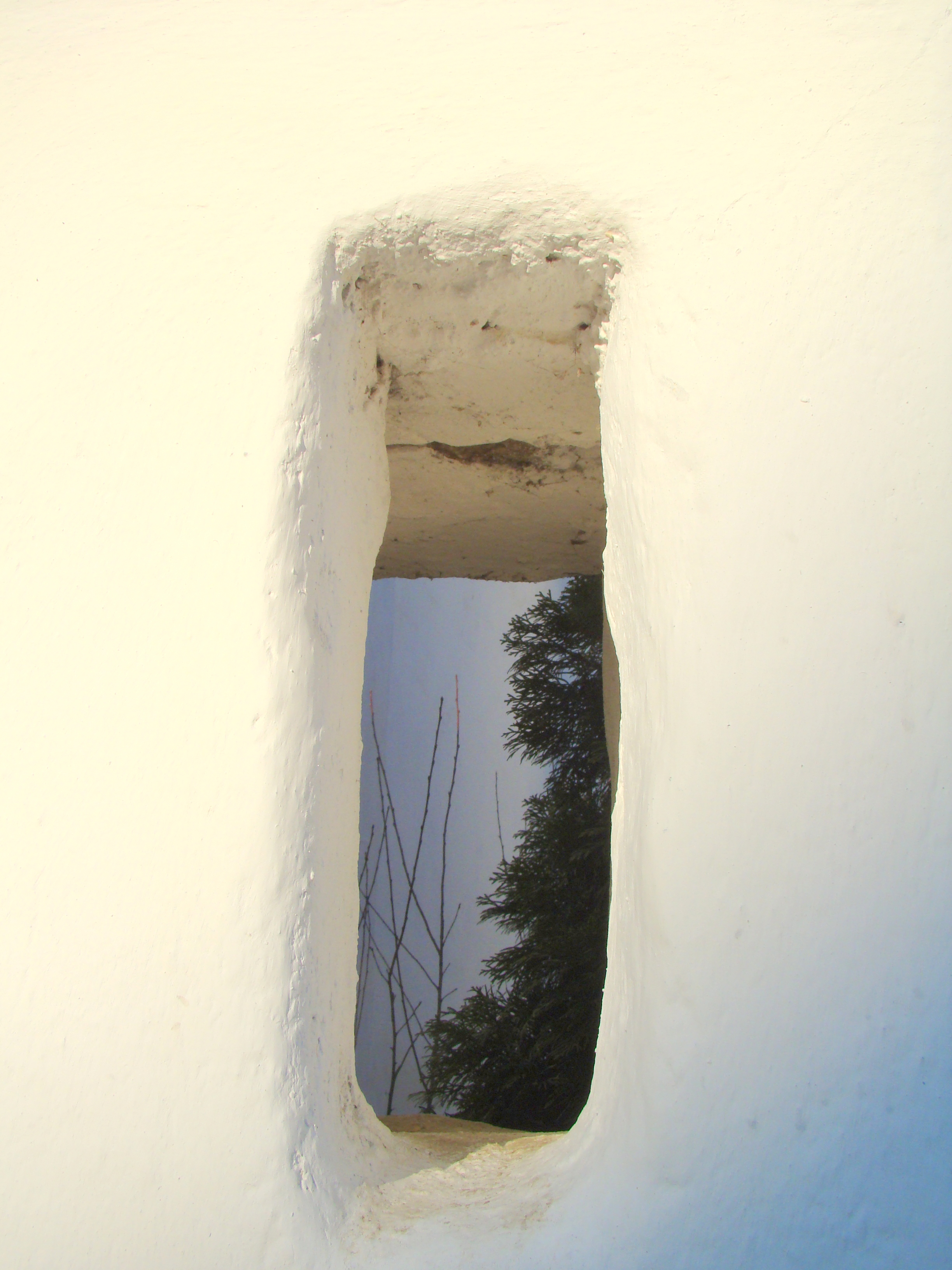
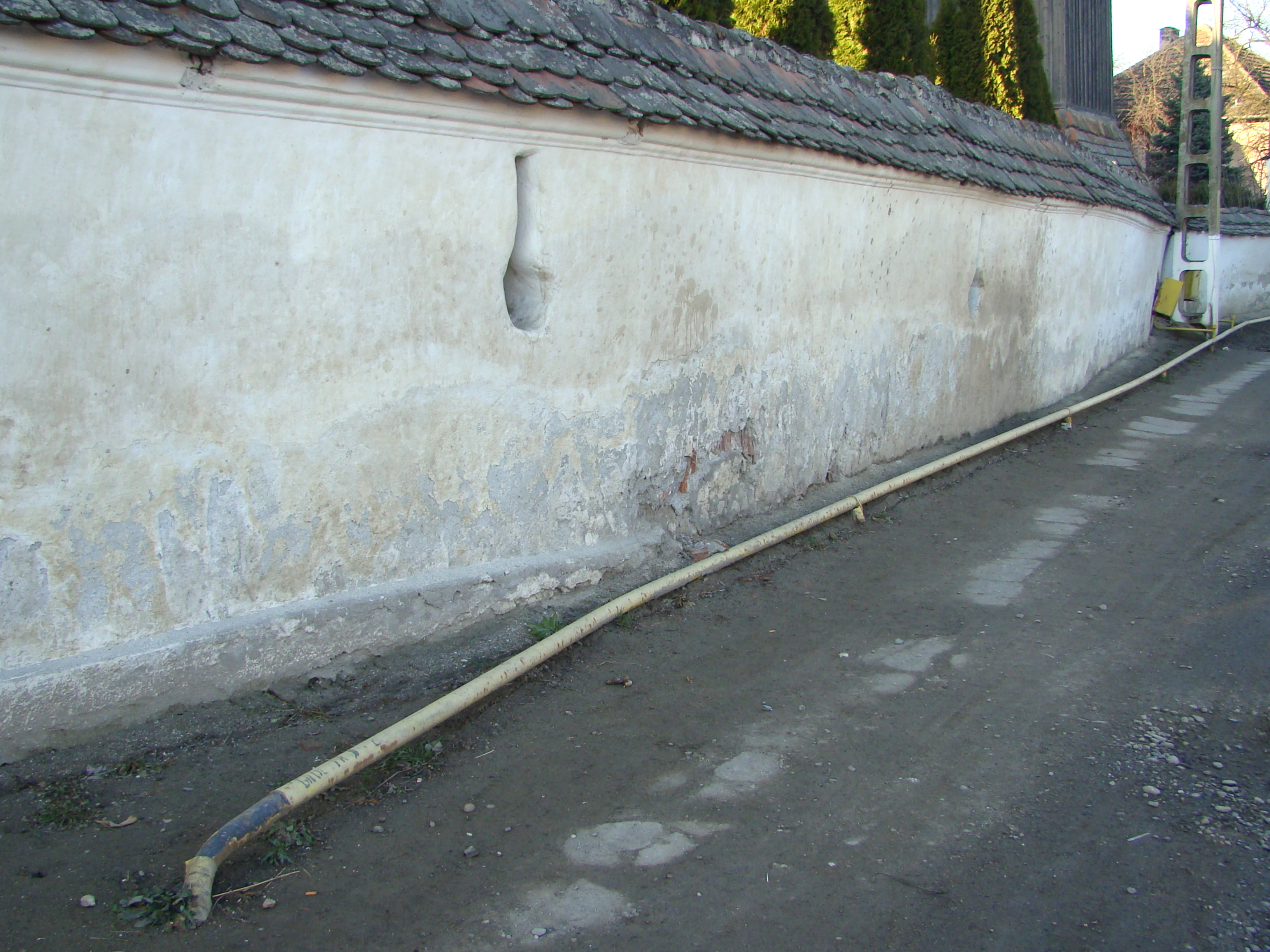
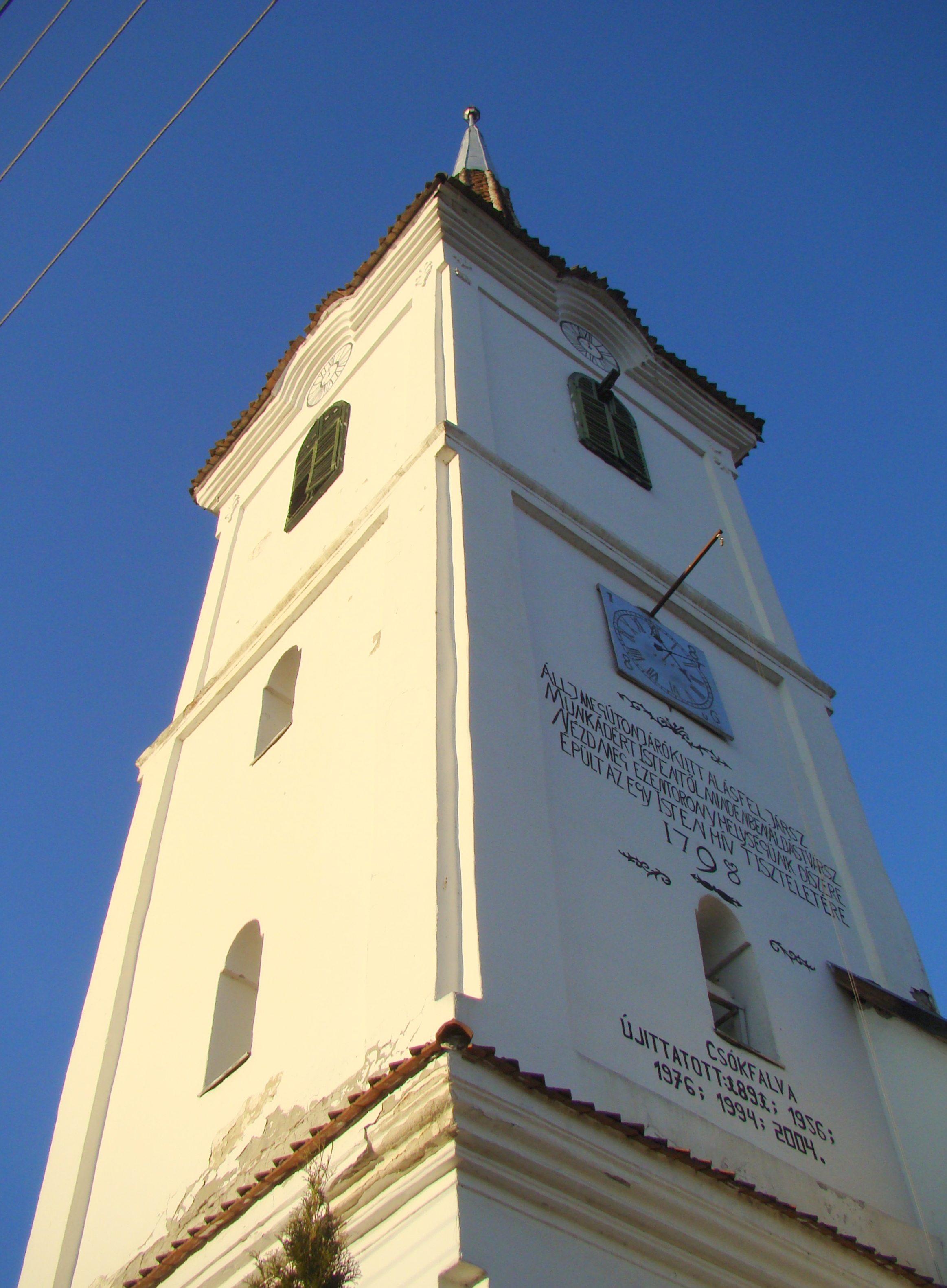
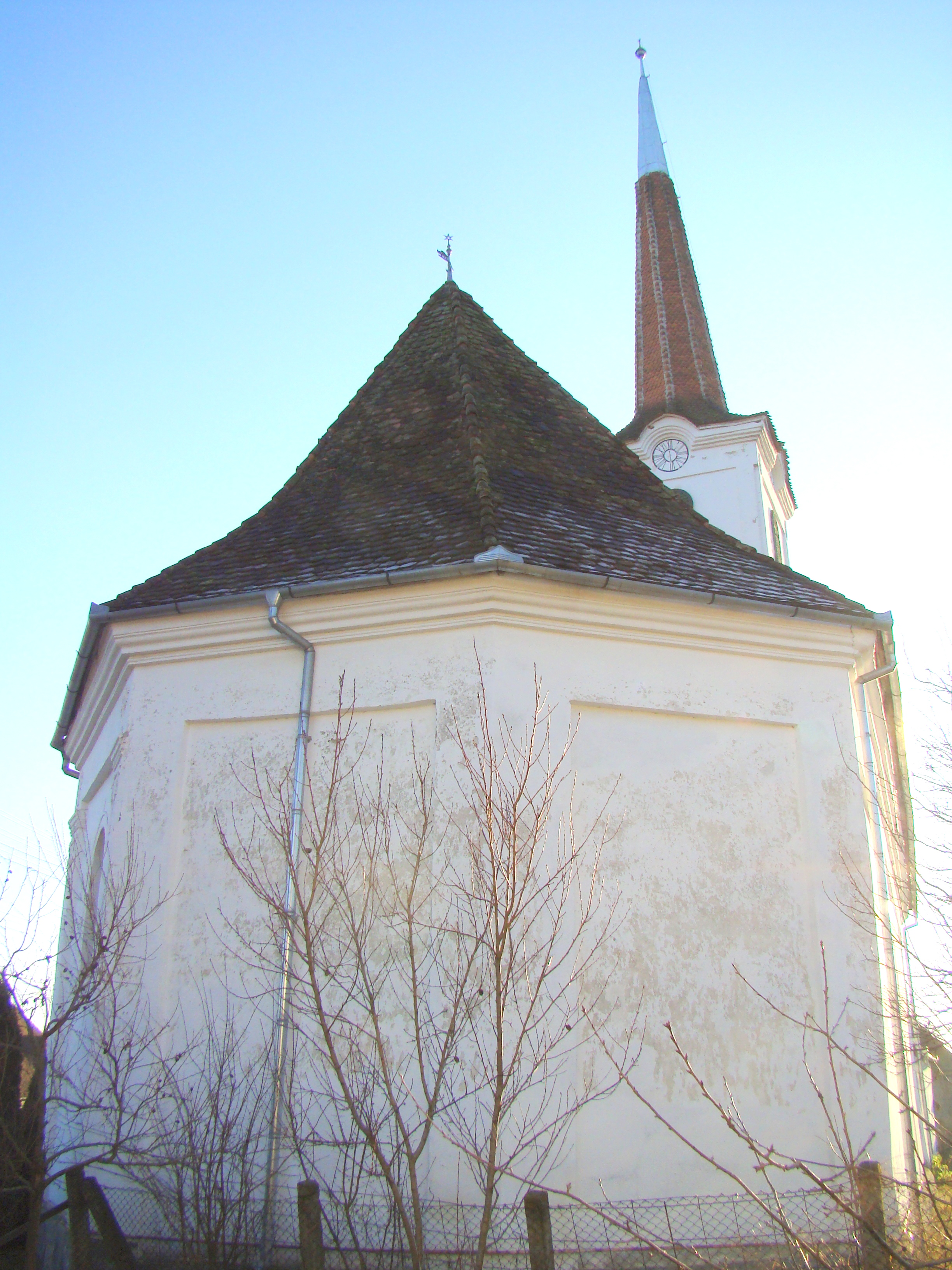
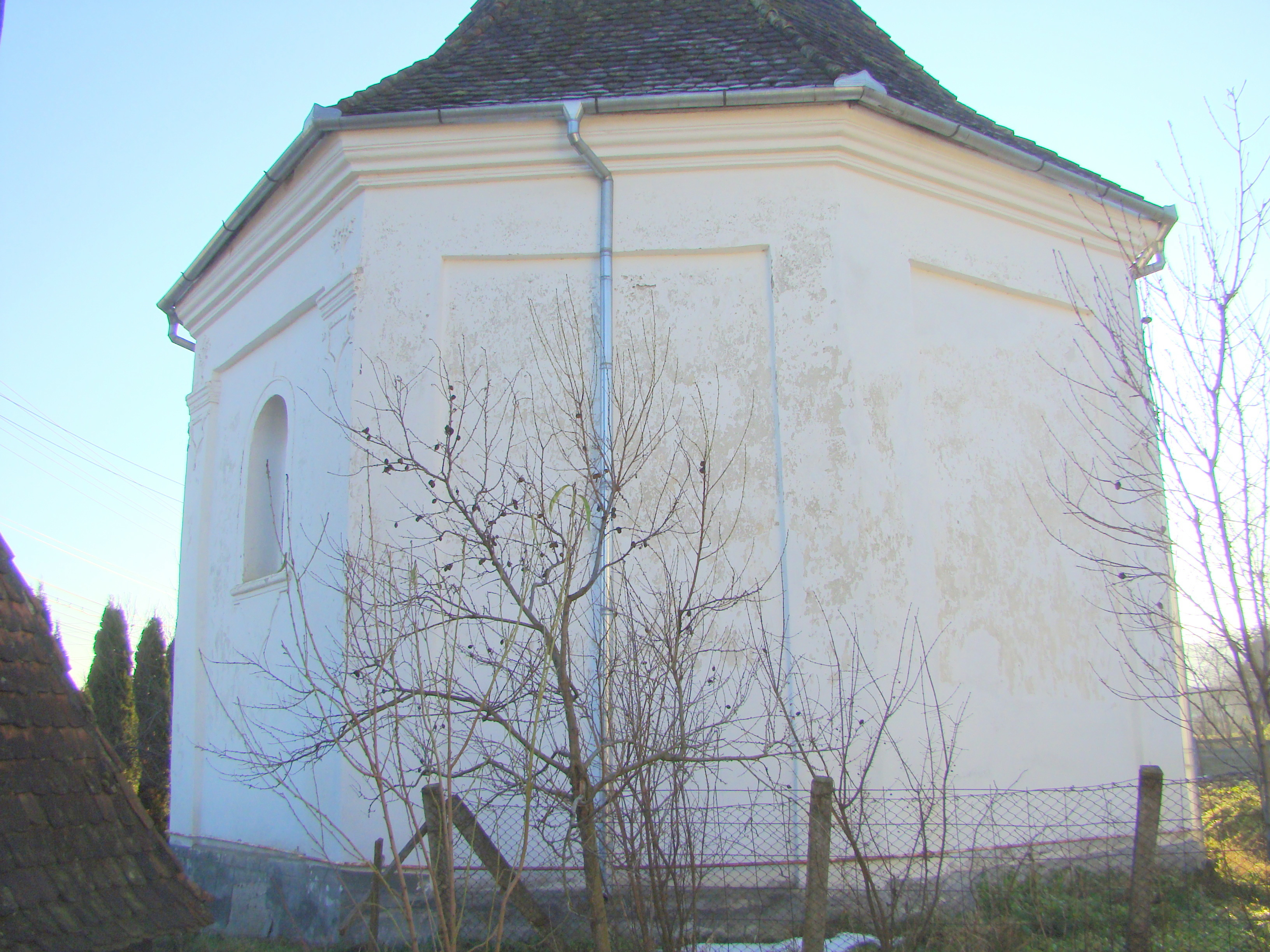
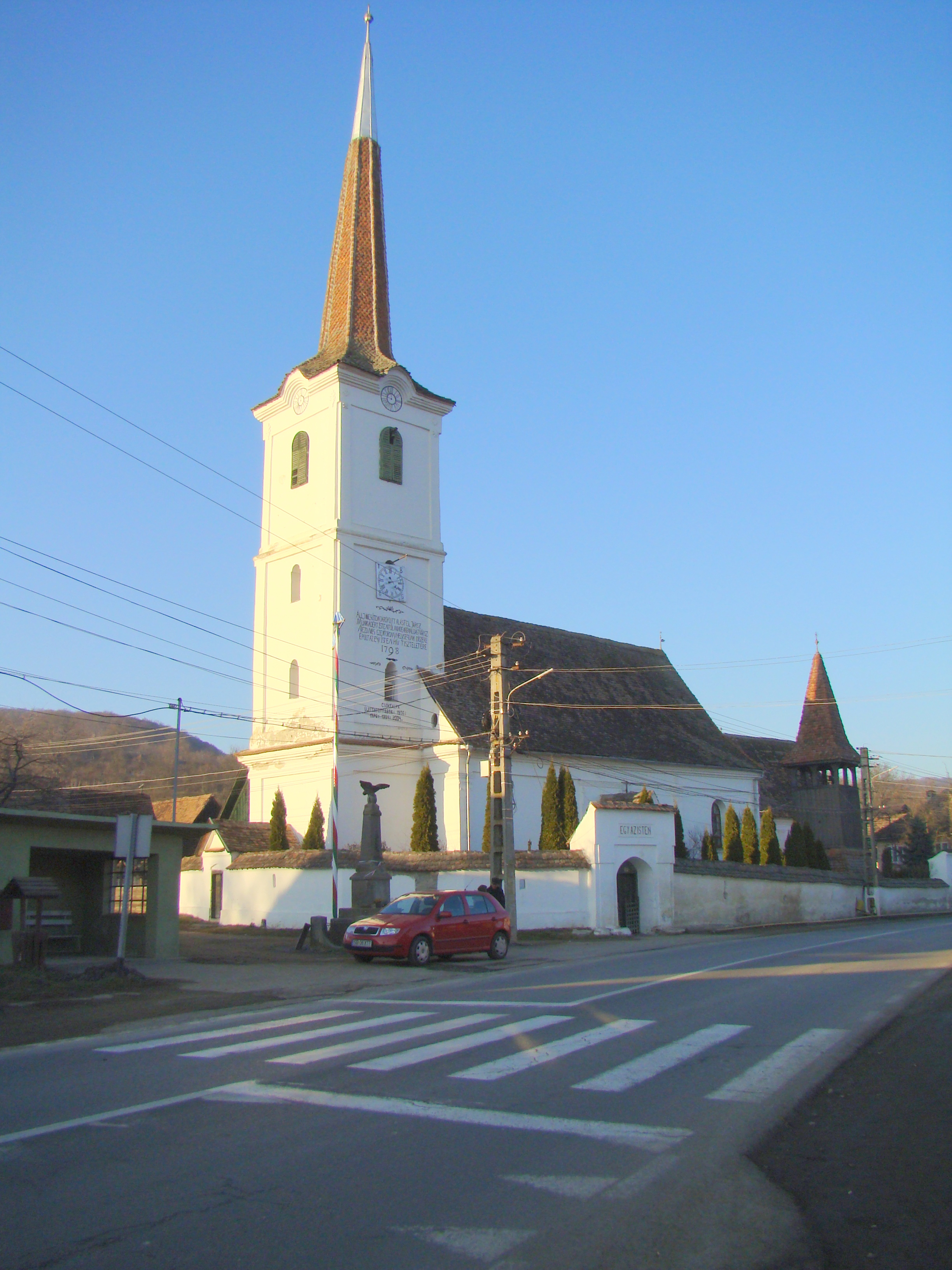